# Bundesverband Produktionsschulen
Der Bundesverband Produktionsschulen e.V. (BVPS) wurde am 1. Februar 2007 in Wolgast gegründet und geht aus der sich seit 1990 etablierenden Produktionsschullandschaft in Deutschland hervor. Durchschnittlich vertritt der Verband mit Sitz in Hannover und der Bundesgeschäftsstelle in Kassel seitdem etwa 120 Mitgliedsorganisationen. Ziele der Verbandsarbeit sind im Wesentlichen die Verbreitung der Produktionsschulidee, die Weiterentwicklung der Produktionsschularbeit mittels der eingeführten Qualitätsstandards sowie die Interessensvertretung gegenüber Fördergebern und Politik auf Bundes- und Länderebene. Die Organe des Verbandes sind der Vorstand und die Mitgliederversammlung. Ein Beirat übernimmt die fachliche Begleitung und Unterstützung.

## Geschichte
Der Bundesverband ist aus dem Arbeitsverbund Produktionsschulen Nord hervorgegangen, in dem sich seit 2005 Produktionsschulen aus Schleswig-Holstein, Hamburg, Niedersachsen und Mecklenburg-Vorpommern zusammengeschlossen hatten. Er wurde am 1. Februar 2007 gegründet. Bis September 2010 war Thomas Johanssen, Gründer und langjähriger Leiter der Produktionsschule Altona, Vorsitzender des Vorstandes. Im Dezember 2010 übernahm Martin Mertens, Gründer und langjähriger Leiter der Kasseler Produktionsschule BuntStift, diese Funktion, die er bis heute innehat. Die vom BVPS entwickelten „Qualitätsstandards für Produktionsschulen“ bilden die Grundlage für die Arbeit des Bundesvorstandes und dienen der Absicherung pädagogischer Standards in Produktionsschulen. Sie stellen eine Weiterentwicklung der 2007 entstandenen „Produktionsschulprinzipien“ dar. Seit 2009 bietet der Bundesverband Produktionsschulen in Zusammenarbeit mit der Leibniz Universität Hannover die Weiterbildungsreihe für Mitarbeitende in Produktionsschulen, Jugendwerkstätten und weiteren Angeboten der beruflichen Bildung mit dem Abschluss Werkstattpädagoge an. Dieser berechtigt zur Fortführung der Ausbildung zur Reha-Fachkraft in der beruflichen Bildung. 2012 gründete sich die International Production School Organisation ISPO als Zusammenschluss europäischer Produktionsschulverbände. Dieser führt u. a. gemeinsame Austauschprojekte mit Produktionsschülern und darüber hinaus einen pädagogischen Fachaustausch durch. 2019 hat der BVPS einen bundesweiten Aktionstag für Produktionsschulen ins Leben gerufen, der alle zwei Jahre stattfindet. Weiter hat er 2020 einen bundesweiten Upcycling-Wettbewerb für Teilnehmende aus Produktionsschulen und Jugendwerkstätten in Rahmen seines Programms „Talentstipendium“ durchgeführt. Der Verband ist Herausgeber einer Edition Produktionsschule, ein Veröffentlichungsort rund um das Themenfeld Produktionsschule.